# Brenner Autobahn
Die Brenner Autobahn A 13 ist eine Autobahn in Tirol und Teil der Europastraße 45. Sie bildet den österreichischen Teil der Brennerautobahn. Sie wurde in den 1960er Jahren gebaut und war eine der ersten Gebirgsautobahnen der Welt. Am 5. April 1971 wurde der Verkehr zwischen Österreich und Italien aufgenommen. Die A 13 führt vom Knoten Innsbruck (Inntal Autobahn A 12) durch das Wipptal bis zum Brennerpass, über den seit dem Inkrafttreten des Vertrags von Saint-Germain 1920 die Grenze zwischen Italien und Österreich verläuft. Der dort anschließende italienische Abschnitt wird als A 22, Brennerautobahn/Autostrada del Brennero oder auch kurz Autobrennero bezeichnet.

## Allgemeines

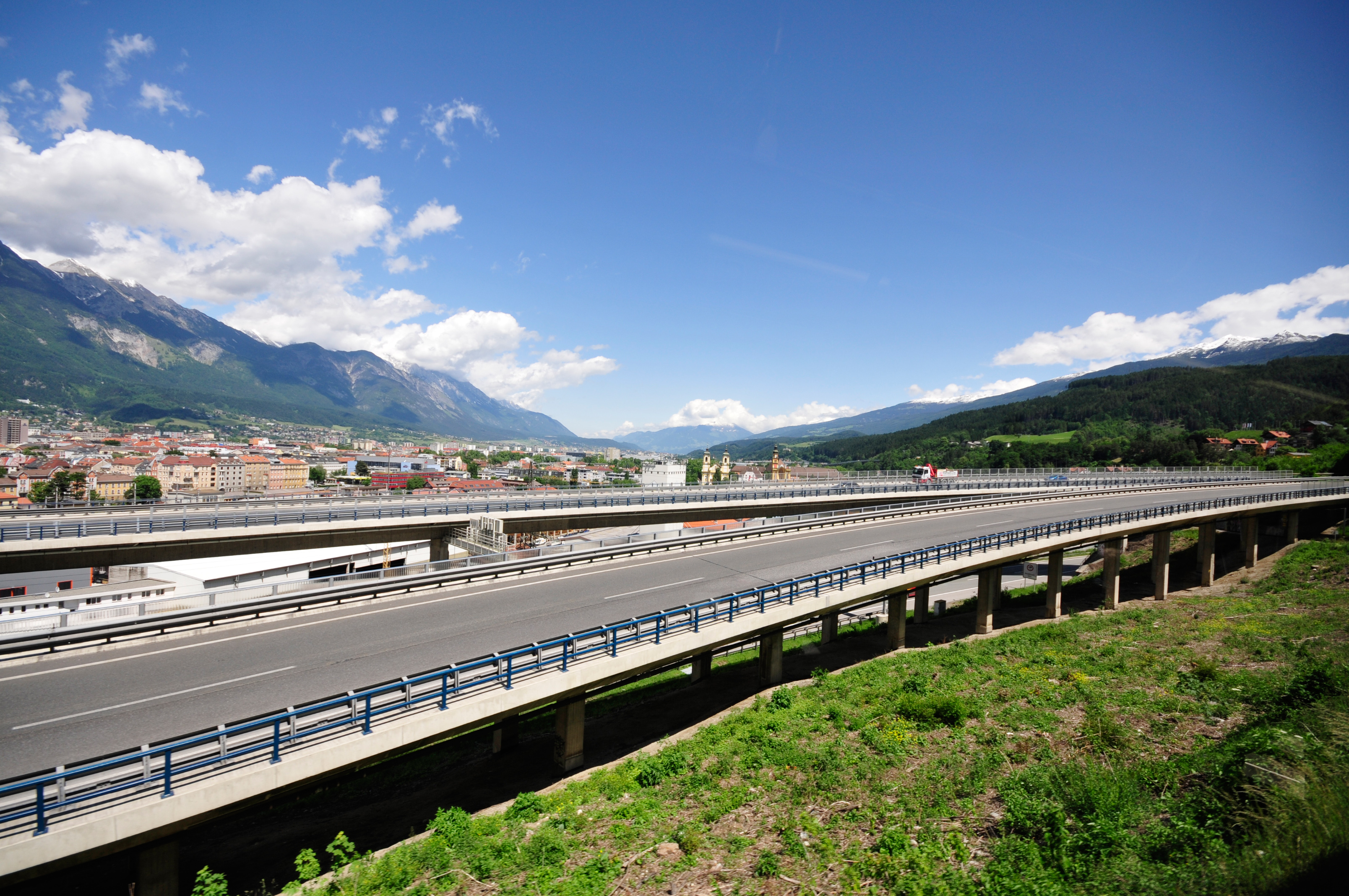
Beginn der Autobahn in Innsbruck

Das wichtigste und vom geologischen Aufbau her am schwierigsten zu konstruierende Teilstück der europäischen Autobahn von München nach Modena beginnt beim Knoten Innsbruck und führt zum Brennerpass bzw. Brenner (1370 m ü. A.). Dieser bildet heute die Grenze zwischen Nordtirol/Österreich und Südtirol/Italien.
Abgesehen von der Kehre bei Schönberg weist die Autobahn Kurvenradien größer als 400 m auf, die Steigung beträgt bis zu 6,1 %. Aufgrund der steilen Hänge und der ins Wipptal einmündenden Seitentäler verläuft sie zu 28 % ihrer Länge auf Brücken. Die längste davon ist mit 1804 m die Luegbrücke, eine Hangbrücke zwischen Gries am Brenner und der Passhöhe.
Herzstück der A 13 ist die 815 m lange Europabrücke. Mit einer Höhe von 190 Metern ist sie die vierthöchste Brücke Europas. Sie wurde zwischen 1960 und 1963 als erstes Teilstück der Autobahn errichtet.
Die Brenner Autobahn ist auf dem Großteil der Strecke Innsbruck – Brenner mit Langsamfahrstreifen (Kriechspuren) ausgestattet, wenn die Steigung über 3 % beträgt. Vergleichbare Strecken z. B. in der Schweiz haben diesen als optimal angesehenen Grenzwert erst später aufgegriffen.

## Geschichte
Bereits 1939 gab es Pläne für eine Reichsautobahn von Kufstein über Innsbruck nach Matrei am Brenner. Der Bau einer Autobahn über die Passhöhe erschien damals technisch nicht machbar, der Abschnitt von Matrei bis Sterzing war daher als Reichsstraße vorgesehen. Als Teil der Verbindung von Berlin nach Rom wurde die Strecke für den alpenquerenden Verkehr ohne Rücksicht auf die lokalen Bedürfnisse ausgelegt. Mit dem Bau wurde allerdings nie begonnen.
Nach dem Zweiten Weltkrieg sah man in Tirol zunächst keinen Bedarf für eine Autobahn. Da der Verkehr über den Brenner in den 1950er Jahren jedoch stark zunahm, gab es ab 1956 Vorstudien für einen Autobahnbau, die 1958 abgeschlossen waren. Als vordringlich wurde dabei der Abschnitt Innsbruck–Schönberg angesehen, um die Fremdenverkehrsgebiete Igls, Patsch und das Stubaital anzubinden. Dafür wurden drei Trassenvarianten untersucht: Eine Osttrasse von Hall in Tirol über Vill und Ellbögen, eine Westtrasse über Natters und Kreith mit einer Schleife ins Stubaital und eine mittlere Trasse nahe der Sill von Amras nach Schönberg. Da letztere den besten Anschluss Innsbrucks ermöglichte, wurde sie verwirklicht, erforderlich dafür war aber der Bau der Europabrücke über das tief eingeschnittene Tal der Sill.

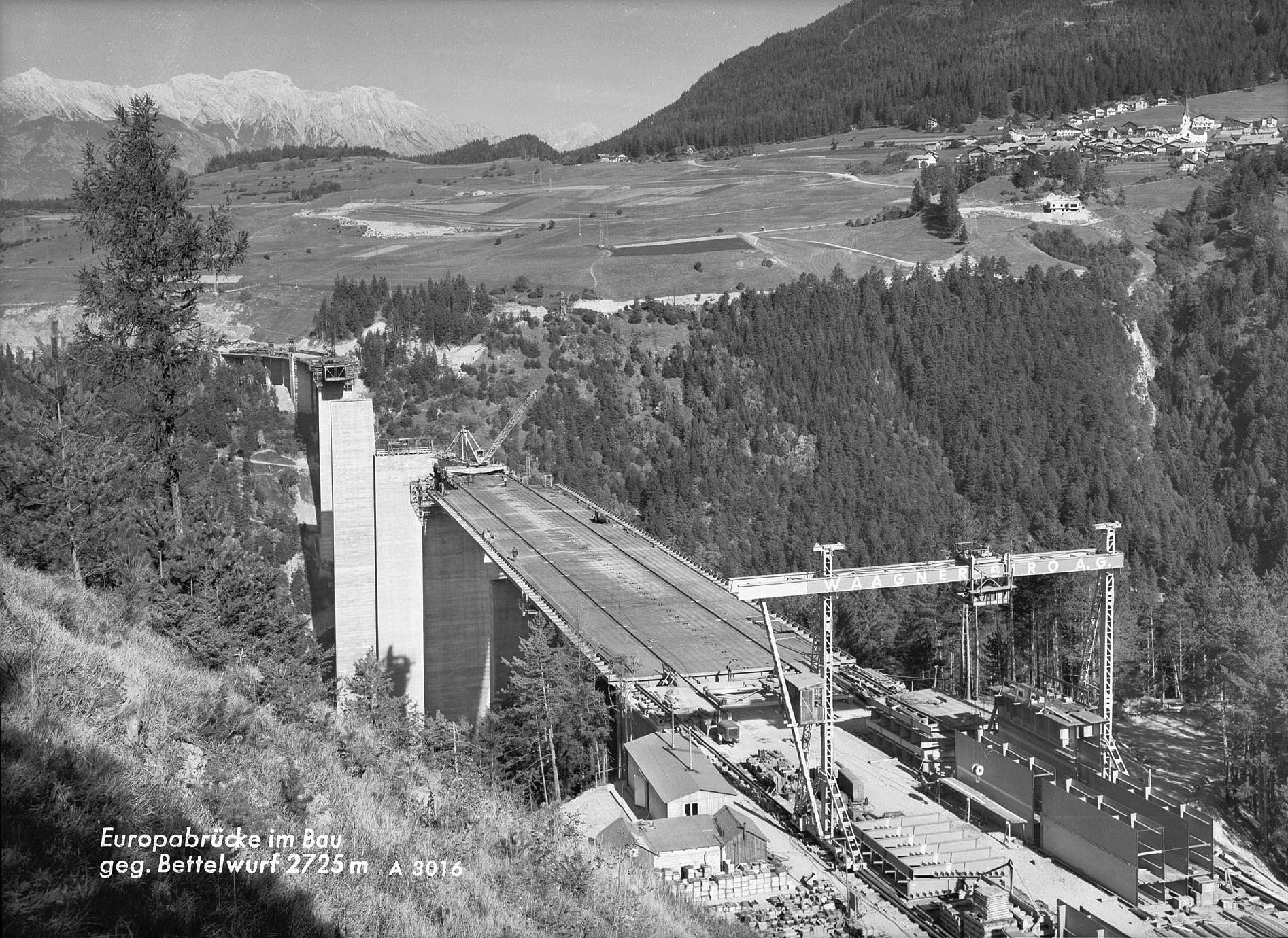
Die Europabrücke im Bau (1962)

1959 erfolgte der erste Spatenstich für den Bau der Europabrücke. 1962 stand die Finanzierung für die Weiterführung von Schönberg zum Brenner in Frage. Die Lösung wurde in der Bemautung der Autobahn gesehen, was anfangs in der Tiroler Bevölkerung und Politik auf Widerstand stieß. Da ansonsten jahrelange Verzögerungen drohten, beschloss der Nationalrat 1964 ein Gesetz zur Finanzierung der Brennerautobahn. Wenige Wochen später wurde die Brenner Autobahn Aktiengesellschaft gegründet, deren Anteile zu 65 % dem Bund und zu 35 % dem Land Tirol gehörten. Der Gesellschaft, die mittlerweile in der ASFINAG aufgegangen ist, wurde die weitere Finanzierung und der Bau übertragen.
Im November 1963 eröffnete Bundeskanzler Alfons Gorbach die Teilstrecke Innsbruck–Schönberg mit der Europabrücke. 1968 war die Autobahn bis zur Anschlussstelle Brennersee (heute: Brenner Nord) befahrbar, 1971 war auch das letzte Teilstück bis zur Staatsgrenze am Brenner fertiggestellt.

### Verkehrsfreigaben
| Datum          | Autobahnabschnitt                                   | Länge (km) |
| -------------- | --------------------------------------------------- | ---------- |
| 17. Nov. 1963  | ASt Innsbruck Süd – ASt Stubaital                   | 07,030     |
| 03. Dez. 1967  | ASt Knoten Innsbruck-Amras – ASt Innsbruck Süd      | 03,050     |
| 03. Dez. 1967  | ASt Stubaital – ASt Matrei-Steinach                 | 09,150     |
| 22. Dez. 1968  | ASt Matrei-Steinach – ASt Brennersee                | 13,965     |
| 05. April 1971 | ASt Brennersee – Staatsgrenze Brenner               | 01,306     |
| 26. Juni 1975  | Knoten Innsbruck-Wilten – Knoten Innsbruck-Bergisel | 01,505     |

## Maut
Die gesamte Strecke der A 13 ist eine sogenannte Sondermautstrecke. In diesem Bereich entfällt für Kraftfahrzeuge bis 3,5 Tonnen zGG die Vignettenpflicht, anstelle derer eine Streckenmaut zu entrichten ist. Für die einfache Fahrt über den Brenner wird eine Maut von 12 Euro (ab 1. Jänner 2025) berechnet. Diese kann entweder bar oder per Kreditkarte an der Mautstelle bezahlt werden. Alternativ kann die Mautgebühr auch über das Videomaut-System bezahlt werden. Für Vielfahrer besteht außerdem die Möglichkeit, eine Jahreskarte zu erwerben (108,00 Euro regulär bzw. mit einem Vignetten-Abschnitt 68,00 Euro (Stand Februar 2020)). Die Hauptmautstelle der A 13 befindet sich südlich der Anschlussstelle Schönberg, weitere Mautstellen sind an allen Ein- und Ausfahrten.
Kraftfahrzeuge über 3,5 Tonnen zGG zahlen die Maut über die GO-Box des österreichischen Lkw-Maut-Systems.

## Kontrollstelle Brenner-Ost

Verkehrskontrollstelle Brenner-Ost in Fahrtrichtung Italien

Aufgrund der positiven Auswirkungen auf die Verkehrssicherheit seit der Inbetriebnahme der ersten Kontrollstelle auf der Inntal Autobahn A 12 in Kundl hat sich der Tiroler Landtag 2003 zur Umsetzung des Tiroler Kontrollstellenkonzeptes entschlossen und 2008 mit der ASFINAG einen Vertrag zur Errichtung der KOST Brenner-Ost abgeschlossen.
Die Kontrollstelle wurde auf dem Gelände des ehemaligen Autobahnzollamtes errichtet. Sie befindet sich einige hundert Meter hinter der Grenze zu Italien, rechts neben der Autobahn in Richtung Innsbruck ⊙. Aus logistischer und wirtschaftlicher Sicht musste vor dem Abbruch der Zollanlagen eine Brücke als Umkehrmöglichkeit auf österreichischem Staatsgebiet für Betriebs- und Einsatzfahrzeuge gebaut werden. Im September 2009 wurde mit dem Bau für das 11,17 Mio. Euro teure Projekt begonnen und im Dezember 2010 vollendet.
Zu den Aufgaben der Kontrollstelle gehören hauptsächlich die Kontrolle von LKWs und Bussen bezüglich der Einhaltung der zulässigen Höchstgewichte, der sozialrechtlichen und straßenrechtlichen Vorschriften, des technischen Zustands der Fahrzeuge und der richtigen Deklaration und Kennzeichnung von Gefahrguttransporten.
Bei Kontrollen des Schwerverkehrs, aber auch des Personenverkehrs, finden zusätzlich Alkoholkontrollen und Kontrollen der Sicherheitseinrichtungen (Gurtpflicht, Kindersicherung) statt.
Darüber hinaus wurden in Gebäude der Kontrollstelle Funktionen der RoLa (Rollende Landstraße) wie beispielsweise ein Ticketschalter eingerichtet, der von einer Spedition betrieben wird, aber auch Möglichkeiten zur Höhenkontrolle und zum Vorwiegen. Die Verkehrsflächen der Kontrollstelle ist großteils mit Park- und Halteverbot ausgeschildert, nur für den Erwerb des RoLa-Tickets oder für die GO-Box kann in der Kurzparkzone gehalten werden. Ein längeres Parken, wie auf dem gegenüberliegenden Lkw-Parkplatz, ist nicht gestattet und dies wird von dem ständig vorhandenen Wachdienst kontrolliert. Fahrer, die gegen dieses Parkverbot verstoßen, werden angezeigt und riskieren Strafen bis zu 220 €. Seit dem August 2017 ist nochmal das Vorhandensein der Höchstgeschwindigkeit von 30 Kilometer pro Stunde auf der Durchfahrtsspur durch das Gelände zwischen Raststation und Kontrollstelle ausgeschildert worden und wird polizeilich kontrolliert.
Neben der Kontrollstelle wurde 2011 eine Raststation mit Tankstelle errichtet.

## Transit
Die Brennerautobahn ist die vom alpenquerenden LKW-Verkehr am stärksten betroffene Autobahn. Jährlich fahren rund 2 Millionen LKWs über den Brennerpass, der Transitanteil beträgt 83 %. Seit dem Jahr der Wirtschaftskrise 2009 steigt die Zahl der LKW-Fahrten wieder kontinuierlich an. Bekannteste Bürgerbewegung gegen die Belastung von Anrainern und Umwelt (Lärm und Schadstoffe) ist das Transitforum Austria-Tirol.

## Sanierung
Große Teile der Brenner Autobahn, vor allem die zahlreichen Hang- und Talbrücken, sind dringend sanierungsbedürftig, Während die Anrainer-Gemeinden zur Absenkung der Lärm- und Abgasbelastung zusätzliche Tunnelstrecken als Ersatz der Hangbrücken fordern, bevorzugt die öffentliche Hand aus Zeit- und Kostengründen die Sanierung bzw. den Ersatzneubau der Brücken. Dabei werden Teilsperrungen und Fahrspur-Reduzierungen, und damit verbundene Verkehrsbehinderungen nicht zu vermeiden sein. 